# Oshiete! Galko-chan
Oshiete! Galko-chan (おしえて！ギャル子ちゃん, Oshiete! Gyaruko-chan, lit. "Por favor, diz-me Galko-chan!") é uma série de manga escrita e ilustrada por Kenya Suzuki. É publicada na ComicWalker da Kadokawa Shoten desde 2014. Uma adaptação em animé pela Feel estreou-se em janeiro de 2016 e nos países lusófonos é transmitida simultaneamente pela Crunchyroll.

## Enredo
A história é uma comédia que gira em torno do dia a dia de Galko, Otako e Ojou, três estudantes do ensino médio que são amigas íntimas. Galko é uma menina um pouco desbocada, mas tem boa índole, e é popular em sua classe. Otako é uma menina que senta-se no canto da sala de aula, mas por alguma razão tem uma boa amizade com Galko. Ojou é uma cabeça de vento que muitas vezes fala com Galko e Otako.

## Personagens
Galko (ギャル子, Gyaruko)
Voz de: Azumi Waki
Otako (オタ子)
Voz de: Miyu Tomita
Ojō (お嬢, Ojyo)
Voz de: Minami Takahashi

## Média

### Manga
Inicialmente, Kenya Suzuki publicou a série no Twitter, mas posteriormente passou a ser publicada na revista ComicWalker da editora Kadokawa Shoten a 27 de junho de 2014. O primeiro volume tankōbon foi lançado a 22 de novembro de 2014. O manga foi licenciado na América do Norte pela Seven Seas Entertainment.

#### Volumes
| N.º | Data de lançamento      | ISBN              |
| --- | ----------------------- | ----------------- |
| 1   | 22 de novembro de 2014  | 978-4-04-067185-7 |
| 2   | 19 de junho de 2015     | 978-4-04-067684-5 |
| 3   | 22 de fevereiro de 2016 | 978-4-04-067912-9 |

### Animé
A série de televisão de animé foi escrita e dirigida por Keiichiro Kawaguchi e produzida pelo estúdio Feel, com os desenhos das personagens feitos por Kenji Fujisaki. O tema de abertura é "YPMA☆GIRLS", interpretado por Azumi Waki, Miyu Tomita e Minami Takahashi.
Estreou-se no Japão a 8 de janeiro de 2016 como parte do Ultra Super Anime Time nos canais Tokyo MX, BS11 e AT-X. É transmitida nos países lusófonos pela Crunchyroll.

#### Episódios
| # | Título                                                                                                  | Exibição original     |
| - | --- | --------------------- |
| 1 | "É verdade que você é uma gyaru?" "Gyaruna on'nanoko tte hontōdesuka? (ギャルな女の子って本当ですか？)" | 8 de janeiro de 2016  |
| 2 | "É verdade que você é rica?" "Ojōsama tte hontōdesuka? (お嬢様って本当ですか？)"                        | 15 de janeiro de 2016 |